# Arthur G. Robertson
Arthur G. Robertson (1879 - data desconhecida) foi um jogador de polo aquático britânico, campeão olímpico.
Arthur G. Robertson fez parte do elenco campeão olímpico de Paris 1900. Era membro do Osborne Swimming Club of Manchester